# Пускова петля

Пускова петля (не в масштабі). Червона лінія — власне петля, блакитні лінії — стабілізаційні троси.

Пускова петля чи петля Лофстрома — проєкт системи безракетного транспорту для виведення вантажів на навколоземну орбіту.
В основі проєкту лежить закільцьований шнур (петля), що безперервно рухається з другою космічною швидкістю (12—14 км/с) всередині вакуумної труби. Щоб шнур не контактував зі стінками труби, вони розділені між собою магнітною підвіскою, подібно до магнітоплану. Загалом пристрій довжиною близько 2000 км, а сама петля має підніматися на висоту до 80 км і триматися на ній завдяки моменту інерції обертового шнура. Обертання шнура по суті переносить вагу всієї споруди на пару магнітних підшипників діаметром близько 28 кілометрів, які її підтримують на кожному кінці. Пускова петля призначена для безракетних запусків космічних апаратів масою до 5 тонн із застосуванням електромагнітного прискорення, як на навколоземну орбіту, так і за її межі. Розгін здійснюється на рівній ділянці кабелю, розташованій за межами щільної атмосфери.
Кошторис витрат на працездатну пускову петлю виявився значно нижчим, ніж на космічний ліфт, при цьому пропонована система має велику продуктивність запусків, нижчу собівартість і таку ж або навіть більшу вантажопідйомність (корисне навантаження), ніж аналог.
На відміну від космічного ліфта, для неї не потрібна розробка принципово нових матеріалів.
Система спроєктована так, щоб забезпечити запуски космічних туристів, а також має на меті освоєння космосу і космічну колонізацію, забезпечуючи відносно м'який рівень перевантаження, рівний 3g.

## Історія
Пускова петля вперше описана Кейтом Лофстромом в листопаді 1981 на форумі читачів американського товариства астронавтики і в серпні 1982 в новинах товариства L5. У 1983—1985 Лофстром детальніше опрацював ідею.
У 1982 Пол Берч опублікував низку статей у журналі Британського міжпланетного товариства, в яких описав орбітальні кільця, а також конструкцію, яку він назвав «системою часткових орбітальних кілець» (СЧОК).
В опрацьованій версії СЧОК орбітальні кільця впорядковані так, щоб об'єкт прискорювався електромагнітним полем за траєкторією, яка підходить для запуску людей у космос. Однак, якщо в орбітальному кільці застосовується надпровідна магнітна левітація, то в пусковий петлі застосовується електромагнітне підвішування.

## Опис

Прискорювальна секція космічної петлі (зворотний кабель на малюнку не показано).

Конструкція розміром близько 2000 км. Сама петля піднімається від поверхні землі до висоти 80 км, проходить на цій висоті 2000 км, знову опускається до поверхні землі, розвертається і потім повторює весь шлях назад до вихідної точки. Петля має форму трубки, порожньої всередині й називається оболонкою (англ. Sheath). Всередині оболонки підвішена інша суцільна трубка, звана ротором (шнур або ланцюг). Ротор зроблений із заліза і має діаметр приблизно 5 см. Він рухається по колу всередині петлі зі швидкістю приблизно 14 км/с.
Хоча петля дуже довга, приблизно 4000 км, ротор сам по собі досить тонкий, близько 5 см в діаметрі, а оболонка трохи більшого розміру. Ротор зроблений із феромагнітного заліза у вигляді шнура або трубки, з поздовжніми компенсаторами через кожен метр або близько того. Ротор відокремлений від оболонки серво-стабілізуючими магнітними підшипниками. Оболонка герметична, у ній підтримується вакуум, щоб мінімізувати опір на ротор.
У стані спокою петля перебуватиме на рівні землі. Потім ротор розганяють лінійним двигуном, який споживатиме потужність кілька сот МегаВат. При збільшенні швидкості ротор буде викривлятися та набувати форми дуги. Оболонка надаватиме йому форму кривої, що крутіша, ніж балістична крива. У свою чергу ротор буде передавати відцентрову силу на оболонку, тримаючи її в повітрі. Петля набуде потрібної форми й обмежуватиметься максимальною висотою ≈ 80 км кріпленням тросами до землі. При використанні генератора потужністю 300 МВт буде потрібно близько двох місяців для досягнення повної швидкості. Після повної розкрутки ротор робитиме один оберт приблизно за п'ять хвилин.
Після підйому конструкції потрібно постійне поповнення її енергії, щоб компенсувати втрати в магнітних підшипниках, для стабілізації структури, а також для поповнення втрат через недосконалість вакуумної оболонки. На все це потрібна потужність близько 200 МВт, не враховуючи додаткової енергії, потрібної для запуску космічних апаратів.

### Запуск корисного вантажу
Транспортний засіб піднімають на «ліфтовому кабелі», який звисає із західної вантажної станції з висоти 80 км, і розміщують на напрямних рейках розгінної ділянки. Розгінний блок створює магнітне поле, завдяки якому в рухомому роторі виникають вихрові струми. Вони піднімають корисний вантаж над кабелем і штовхають його вперед із прискоренням 3g (30 м/с²). Корисний вантаж розганяється ротором до досягнення необхідної орбітальної швидкості, після чого він залишає розгінну ділянку.
Якщо необхідна стабільна або колова орбіта, то в момент досягнення корисним вантажем апогею потрібно ввімкнути бортовий ракетний двигун («прискорювач») або інший засіб, необхідний для переходу на бажану орбіту навколо Землі. Метод вихрових струмів є компактним, легким і потужним, але неефективним. При кожному запуску через розсіювання потужності температура ротора підвищується на 80 градусів. Якщо вантажі, що запускаються, розташовані дуже близько один до одного, температура ротора може досягти 770 °C (1043 K), після чого матеріал ротора втратить феромагнітні властивості, і його герметичність буде порушена.

### Можливості запуску і продуктивність
Низькі орбіти з перигеєм 80 км нестійкі, але пускова петля сама по собі здатна безпосередньо закидати корисні вантажі на орбіти, що вимагають швидкості вище швидкості втечі, здійснювати гравітаційний маневр навколо Місяця і переходити на інші віддалені орбіти, зокрема наближені до троянських точок. Щоб забезпечити запуск на колові орбіти з пускової петлі, потрібен відносно невеликий прискорювальний двигун, який буде вмикатися в апогеї й коригувати орбіту. Для переходу на геосинхронну орбіту (ГСО) необхідно збільшити швидкість на величину близько 1,6 км/с, а для досягнення низької навколоземної орбіти (ННО) висотою 500 км потрібна додаткова швидкість усього лише 120 м/с. Запуск же звичайною ракетою потребує додаткової швидкості приблизно 10 км/с для досягнення ННО чи 14 км/с — для виходу на ГСО. Пускова петля конструкції Лофстрома має перебувати поблизу екватора і може забезпечити запуск тільки на екваторіальні орбіти. Однак, перейти на орбіту в іншій площині можна за допомогою розвороту на висоті, гравітації Місяця або за допомогою аеродинамічних методів. Максимальний темп пускової петлі становить близько 80 запусків за годину, й обмежується температурою та часом охолодження ротора, але для цього потрібна потужність порядка 17 ГВт. Потужність близько 500 МВт буде достатньою для 35 пусків на добу.

### Економіка
Щоб пускова петля була економічно доцільною, потрібна поява клієнтів із досить великими потребами щодо вантажопідйомності запусків. За оцінками Лофстрома, первісна вартість петлі становить близько 10 млрд $. Щоб вона окупилася протягом одного року, потрібно запускати 40 тис. тонн вантажів на рік, при цьому вартість виведення на орбіту буде приблизно 300 $/кг. Якщо початкові вкладення збільшити до 30 млрд $ (для побудови потужнішої петлі), петля зможе запускати 6 млн тонн вантажів на рік. З урахуванням п'ятирічного строку окупності, вартість виведення в космос може становити менше 3 $/кг.

## Порівняння

### Переваги
Очікується, що пускова петля забезпечить високий темп запусків (кілька пусків за годину, незалежно від погоди), і ця система практично не забруднює навколишнє середовище, тоді як ракетні запуски створюють забруднення у вигляді нітратів через високу температуру вихлопних газів, і, залежно від виду палива, можуть виділятися парникові гази.
Пускова петля, як різновид електричної силової установки, є екологічно чистою і може працювати від будь-якого джерела енергії: геотермального, ядерного, сонячного, вітрового або будь-якого іншого, навіть непостійного типу, оскільки система має величезний вбудований накопичувач енергії.
На відміну від космічного ліфта, де проходження через радіаційні пояси триває кілька днів, пасажири пускової петлі можуть бути запущені або на низьку навколоземну орбіту, яка нижча радіаційних поясів, або ж пролетіти крізь них за кілька годин. Ця ситуація аналогічна тій, у яку потрапляли космонавти Аполлона (під час польотів до Місяця), для яких дози радіації були в 200 разів меншими, ніж можна отримати в космічному ліфті.
На відміну від космічного ліфта, який схильний до ризику зіткнення з космічним сміттям і метеоритами по всій його висоті, пускова петля розташовується на висотах, де орбіти нестабільні через опір повітря. Космічне сміття там довго не затримується, шанс зіткнення його з установкою досить малий.
Період існування космічного ліфта становить кілька років, пошкодження або руйнування пускової петлі можуть трапитися порівняно рідко. Крім того, пускова петля не стане значним джерелом космічного сміття, навіть у разі аварії. Усі її уламки матимуть швидкість нижче першої космічної або ж матимуть перигей, що розташований в атмосфері.
Пускова петля дозволяє перевезення людей: максимальне прискорення в ній (3g) є безпечним, переважна більшість людей здатні його витримати. Крім того, вона дає набагато швидший спосіб досягнення космічного простору, ніж космічний ліфт.
Пускова петля буде працювати тихо, на відміну від ракет вона не створюватиме великого шуму.
Низька вартість виведення на орбіту корисного навантаження робить її придатною для великомасштабного комерційного космічного туризму і навіть колонізації космосу.

### Труднощі
Розкручена петля буде запасати величезну кількість енергії. Оскільки система магнітної підвіски матиме великий запас, збій на невеликій ділянці не вплине на працездатність системи. Але якщо станеться значне руйнування конструкції, відбудеться виділення всієї збереженої енергії (1,5× 1015 джоулів або 1,5 петаджоуля), що еквівалентно вибуху ядерної бомби потужністю 350 кілотонн в тротиловому еквіваленті (щоправда, без випромінювання радіації).
Малоймовірно, що вся конструкція буде знищена через її дуже великі розміри, а також при виявленні несправності більша частина енергії буде спрямована в спеціально передбачене місце. Можливо, доведеться вжити заходів для спуску тросів із висоти 80 км з мінімальними пошкодженнями, наприклад, передбачити парашути.
Через астродинамічні причини пускову петлю треба встановлювати поблизу екватора. Для гарантії безпеки вона має бути встановлена далеко від населених пунктів, наприклад, над океаном. Опублікований проєкт пускової петлі вимагає електронного управління магнітною левітацією для мінімізації розсіюваної потужності та стабілізації коливань кабелю, зумовлених іншими причинами. Нестійкість буде виникати в першу чергу в поворотних секціях, а також у кабелі. Поворотні секції потенційно нестійкі, оскільки будь-яке віддалення ротора від магнітів зменшує притягання до них і віддалення зростатиме, тоді як наближення ротора до магнітів збільшує притягання до них і зумовлює подальше наближення. У будь-якому випадку виникає нестійкість. Ця проблема вирішується за допомогою сервосистем керування силою магнітів. Хоча надійність сервоприводів на високій швидкості обертання ротора є предметом дослідження, для утримання ротора в разі збою системи буде втрачено багато послідовних секцій сервоприводів. Секції кабелю також розділять цю потенційну небезпеку, хоча сили там набагато менші.
Існує потенційна нестабільність, що оболонка чи ротор може зазнавати меандруванню (як ланцюг Ларіата), причому амплітуда коливань може зростати без обмежень (резонанс). Лофстром вважав, що цією нестійкістю також можна керувати в режимі реального часу за допомогою сервомеханізмів, хоча поки що ніхто цього не робив.

### Аналогічні проєкти
У працях Олександра Болонкіна стверджується, що проєкт Лофстрома має багато невирішених проблем, і що він дуже далекий від сучасних технологій. Наприклад, у проєкті є стики розширення між півтораметровими сталевими пластинами. Їхні швидкості (під дією гравітації, тертя) будуть різними, і Болонкін стверджує, що відбуватиметься заклинювання в трубках. Сили тертя при радіусі розвороту 28 км будуть велетенськими. 2008 року Болонкін запропонував простий закритий кабель, що обертається, для запуску апаратів у космос способом, що вкладається в сучасні технології. У проєкті космічного кабелю пропонуються шляхи вдосконалення для запуску в космос звичайних ракет для космічного туризму.